# A Malazai Bukottak könyvének regéje
A Malazai Bukottak könyvének regéje (The Malazan Book of the Fallen) egy fantasy-regénysorozat, melyet Steven Erikson írt. A fő ciklus tíz részből áll, eddig nyolc része jelent meg magyarul. A történet a Malaza Birodalomról és háborúiról szól és A Hold udvara című könyvvel kezdődik.
A világ megalkotásában társszerzőként Ian Cameron Esslemont is közreműködött, számos kiegészítő regényt és novellát írt a könyvsorozathoz.
Steven Erikson jelenleg a The Kharkanas Trilogy három részes előzménytrilógiát írja.

## Regények, novellák a sorozatban
| #  | Cím                  | Magyar kiadás éve | Oldalak száma | Eredeti cím         | Eredeti megjelenés |
| -- | -------------------- | ----------------- | ------------- | ------------------- | ------------------ |
| 1  | A Hold udvara        | 2003              | 496           | Gardens of the Moon | 1999               |
| 2  | Tremorlor kapuja     | 2004              | 672           | Deadhouse Gates     | 2000               |
| 3  | A jég emlékezete     | 2004              | 816           | Memories of Ice     | 2001               |
| 4  | A Láncok Háza        | 2006              | 672           | House of Chains     | 2002               |
| 5  | Éjsötét áradat       | 2008              | 784           | Midnight Tides      | 2004               |
| 6  | Csontvadászok        | 2009              | 976           | The Bonehunters     | 2006               |
| 7  | A Kaszás vihara      | 2011              | 1256          | Reaper’s Gale       | 2007               |
| 8  | Harangszó a kopókért | 2014              | 912           | Toll the Hounds     | 2008               |
| 9  | –                    | –                 | –             | Dust of Dreams      | 2009               |
| 10 | –                    | –                 | –             | The Crippled God    | 2011               |

### Novellák
1. Blood Follows – A vér követ* (2002)
2. The Healthy Dead – Az egészséges halott(ak)* (2004)
3. The Lees of Laughter's End (2007)
4. Crack’d Pot Trail (2009)
5. The Wurms of Blearmouth (2012)

### További Malaza regények
1. Night of Knives – Kések éjszakája* (2005, írta Ian Cameron Esslemont). Ez a könyv először csak limitált szériában jelent meg a PS Publishing kiadásában. Viszont 2007 májusában nagy példányszámban is kiadta a Bantam Books.
2. Return of the Crimson Guard – A Bíborsereg visszatérése* (írta Ian Cameron Esslemont). A Bantam Books adta ki 2008-ban.
3. Stonewielder (2010, írta Ian Cameron Esslemont).
4. Orb, Sceptre, Throne (2012. január, írta Ian Cameron Esslemont).
5. Blood and Bone (2012. november, írta Ian Cameron Esslemont).
6. Assail (2014. augusztus, írta Ian Cameron Esslemont)

### The Kharkanas Trilogy
A tíz regényből álló sorozat előzményeit elbeszélő trilógia.
1. Forge of Darkness (2012), írta Steven Erikson).
2. Fall of Light (2016), írta Steven Erikson).
3. Walk in Shadow (megjelenés előtt, ismeretlen dátum), Steven Erikson írja majd.

## Egyéb művek
1. The Encyclopedia Malaz – Malaza Enciklopédia* (előkészületben, a The Crippled God után fogják kiadni)

[a *-gal jelölt magyar könyvcímek nem hivatalos címek, mivel ezeket a könyveket még nem fordították le, vagyis csak az angol címek megközelítő fordításai]

## Malaza befolyás a valóságban
A sorozat megfilmesítéséről keringett egy híresztelés az elmúlt években. Steven Erikson és Ian Cameron Esslemont eredetileg egy forgatókönyvnek dolgozták ki A Hold udvarát, mely alapjában egy, a Főnix fogadó törzsvendégeiről szóló vígjáték lett volna. Ezen forgatókönyv minden másolata valószínűleg elveszett. Nem olyan régen kezdődött egy újabb forgatókönyv írása, Kutyák Lánca címmel, amely gyakorlatilag a Tremorlor kapuja egyik fő cselekményszálának filmadaptációja. Ez a forgatókönyv befektetésre vár. Az írók (akik már konzultáltak Steven Eriksonnal a tervvel kapcsolatban) kijelentették, hogy a Hollywood-i rendszeren kívül szeretnének találni befektetőt, ám elismerik, hogy a hatalmas költségvetés, és a kiterjedt CGI követelmények ellehetetleníthetik ezt.
Megbeszélések voltak már azzal kapcsolatban, hogy egy szerepjátékot dolgozzanak ki a sorozatra alapozva, esetleg a D20 rendszert alkalmazva, amit a Dungeons and Dragons legújabb verziója használ. Ezzel kapcsolatban még nem volt hivatalos bejelentés.

## Szerzőség
A Malaza világ kezdetleges formáját Steven Erikson és Ian Cameron Esslemont dolgozta ki 1982-ben, mintegy háttérfüggönyként az Advanced Dungeons and Dragons egy módosított változatát használó szerepjátékosok részére. 1986-ban, amikor a GURPS rendszert kiadták, és Erikson és Esslemont elkezdte alkalmazni, a világ közelebb került mai formájához. Ekkor lett átdolgozva egy forgatókönyvvé, ami A Hold udvara címet kapta. Amikor a filmet nem sikerült megvalósítani, a két író megegyezett, hogy mindketten írnak egy sorozatot az általuk kidolgozott világban. Erikson 1991–92 közt megírta A Hold udvarát, ám csak 1999-ben adták ki. A köztes időszakban írt néhány könyvet más kategóriában. Amikor eladta A Hold udvarát, beleegyezett egy szerződésbe, miszerint még kilenc részben folytatást ír a könyvhöz. Ian Cameron Esslemont első kiadott történetét, a Night of Knives-ot kis példányszámban adták ki 2005-ben, és még legalább négy regény fogja követni, melyek közül az első címe Return of the Crimson Guard. A Bantam Books 2007 májusában a Night of Knives-ot nagy példányszámú kiadásra bocsátotta, 2008-ban pedig megjelent a Return of The Crimson Guard. Steven Erikson jelezte, hogy Esslemonttal együttműködve megírják majd a Malaza Enciklopédiát, mely egy alapos útmutató lesz a sorozathoz, és a fő sorozat utolsó kötete után fogják kiadni.

## Szerkezet
A sorozat nem kronologikus sorrendben meséli a történeteket. Ehelyett néhány történet egymást követően zajlik, míg a különálló regények korábbi, vagy későbbi eseményeket ölelnek fel. Ahogy a sorozatban haladunk előre, a regények közti összefüggések egyre szembetűnőbbé válnak. Egy könyvdedikálás során Erikson alátámasztotta, hogy a Malaza sorozat három fő pontból áll.
Az első ilyen fő cselekmény Genabackison játszódik, ahol a Malaza seregek a helyi városállamokkal harcolnak az uralomért. A Hold udvara (az első regény) a Malaza erőfeszítéseket írja le Darujhisztán városának meghódítására. A jég emlékezete, a harmadik könyv a sorozatban továbbfűzi a befejezetlen szálakat az első regényből. Az eddigre már törvényen kívül helyezett genabackisi Malaza seregek egyesülnek az eddigi ellenfeleikkel, hogy szembeszálljanak az egyre gyorsabban terjedő Pannioni Domíniummal.
A második fő cselekmény Hétvároson játszódik, és egy nagyobbfajta lázadásról mesél a Malaza uralom ellen. A lázadás ’a Forgószél’ nevet kapta. A második regény, a Tremorlor kapuja bemutatja a lázadás kirobbanását, és a negyvenezer menekültet mintegy ezerötszáz mérföldön át kísérő Malaza seregeket üldöző lázadókra összpontosít. A negyedik regény, A Láncok Háza ennek a folytatását írja le, ahogy megérkezik a Malaza erősítés, és felveszi a harcot a lázadókkal. A hatodik regény, a Csontvadászok ezen események utóhatásait vizsgálja.
A harmadik fő cselekményt az ötödik regény mutatja be, az Éjsötét áradat. Ez a regény egy korábban ismeretlen kontinenst mutat be, ahol Lether Királysága és a Tiste Edurok népe egyre több konfliktusba keveredik egymással, és végül nyílt háború robban ki köztük. A regény korábban játszódik a sorozat első négy részénél, a negyedik részben az egyik szereplő visszautal az Éjsötét áradat egyes eseményeire, amikor emlékeiről mesél az egyik társának. Az itt lezajló események nagy jelentőséget nyernek a sorozat hátralévő részeiben.
A hatodik könyvet, a Csontvadászokat 2006 márciusában adták ki, és az első két fő cselekményt fűzi össze; genabackisi szereplők érkeznek Hétvárosba, hogy segítsenek a lázadás leverésében. Az Éjsötét áradat Tiste Edurjai is szerepet kapnak a könyvben. Steven Erikson alátámasztotta, hogy A Kaszás vihara helyszíne a Lether féle kontinens lesz, a nyolcadik regény, a Harangszó a kopókért pedig visszakanyarítja a történetet Genabackisra. Erikson elmondta, hogy a hatodik kötet után a történet kilép a Malaza Birodalom határain túlra, és hogy az eddig nem látott Assail és Korelri kontinensekkel pedig Ian Cameron Esslemont regényei fognak foglalkozni.
[a magyarul még ki nem adott kötetek címei a szövegben angolul szerepelnek; a személyes címfordítások lehet, hogy nem egyeznek a leendő hivatalos fordítással]

## Földrajz
A sorozat többnyire egyetlen bolygón játszódik, habár vannak részek, amik a mágia üregeiben játszódnak. Vannak alkalmi visszaemlékezések a régmúltba. Ez a bolygó hasonlít a Földhöz, de tényleges méreteit még nem ismerjük, és jóval régebb óta lakják (némileg) civilizált fajok. A Midnight Tides megerősíti, hogy hat kontinens van a bolygón, habár a sorozat gyakorta használja a szubkontinens kifejezést, így nem teljesen tiszta, hogy mely szárazföldek tekinthetők kontinensnek illetve szubkontinensnek.
A nagyobb kontinensek közé tartozik Hétváros, Quon Tali, Genabackis, Jacuruku, Korelri, Assail, és a kontinens, mely Lethernek és a Tiste Edur területeknek ad otthont. Az ellentmondásra a kontinensek számát illetően két lehetséges megoldás létezik: hogy Hétváros és Quon Tali egy kontinensnek tekintendő, annak ellenére, hogy tenger választja el őket, vagy pedig egy hiba (melybe vagy az író, vagy a szövegben egy szereplő esett).
Hétvárosban játszódik a Tremorlor kapuja, a Láncok Háza és a Csontvadászok. Szubkontinensként emlegetik, és csak a legkeletibb részét láthattuk eddig a sorozat térképein. Hét Szent Város után lett elnevezve, melyeknek otthont ad (Aren, Karakarang, Ubaryd, Ehrlitan, Karashimesh, Yath Alban és Ugarat), habár más nagyvárosok is vannak, mint Hisszar, Panpot’sun és G’danisban. A szubkontinenst nagy síkságok és sivatagok alkotják, melyeket ’odhan’-oknak neveznek. Hozzá tartozik még az Otataral-sziget is, mely a földrész északkeleti partjaitól nem messze fekszik. Hétváros feltérképezett része majdnem 2800 kilométer nyugat-keleti irányban, míg észak-déli irányban 1800 kilométer. A földrész nyugati része nincs feltérképezve, de a Csontvadászokban elmondják, hogy három nemzet (a Nemil, a Perish (=elpusztít), illetve a Shal-Morzinn Birodalom) otthona található a Jagh Odhantól és a trell törzsi területektől nyugatra.
Quon Tali kontinensről csak röviden olvashattunk A Hold udvarában, és a Tremorlor kapujában. Itt van a Malaza Birodalom hazája, és Hétvárostól délre fekszik. Egy kiterjedt szigetvilág, a Falari szigetek a földrész északkeleti partjai mellett húzódik. Quon Tali földrésze 500 kilométer nyugat-keleti irányban, és 780 kilométer észak-déli irányban (beleértve a Falari Szigeteket). Quon Tali az egyetlen kontinens, melyet teljes egészében láthatunk térképen. Általában kontinensként emlegetik.
Genabackison játszódik A Hold udvara és A jég emlékezete, valamint egy viszonylag hosszú szál a Láncok Háza c. regény elején. Genabackis önmagában kontinensnek tekinthető, és Hétvárostól, illetve Quon Talitól keletre fekszik, a Vándorok Mélysége túloldalán (az őslakos Genabackisiak Meningalle Óceánnak hívják). Genabackis feltérképezett része 600 mérföld nyugat-keleti irányban, és 1000 mérföld észak-déli irányban. Az északi terület Malaza uralom alatt áll, míg a központi területek egy Darujhisztán által vezetett gyenge szövetséghez tartoznak. A déli part pedig nem jelenik meg az eddigi térképeken.
Jacuruku eddig csak megemlítés szintjén szerepelt. Ezt a földrészt Korelri ’testvérkontinenseként’ írják le. Egy pusztító háború során rombolták le, mely több tízezer évvel a sorozat eseményei előtt dúlt. A Csontvadászok előtt néhány rajongó kétségbe vonta, hogy Jacuruku még mindig létezik-e, vagy pedig teljesen el lett tüntetve a világból, a Jég Emlékezete prológusában történtek után. Azonban a Csontvadászok megerősíti, hogy a kontinens még mindig létezik, amikor az egyik szereplő beszámol Jacurukuról jött emberekkel való találkozásáról.
Korelri feltehetőleg viszonylag közel fekszik Quon Talihoz, mivel Malaz Hadsereg tevékenykedik rajta. Annak ellenére, hogy sokszor emlegetik Korelri még eddig nem tűnt fel ténylegesen a sorozatban. Korelrihez tartozik egy szubkontinens, melyet Stratemnek hívnak. Azt mondják, hogy Korelri súlyosan megsérült a Nyomorék Isten bukásánál.
Assail-t csak párszor említették eddig. Genabackis és a Lethernek otthont adó kontinens között van, és a Malaza világ legveszélyesebb, és legellenségesebb részének tartják. Bíborsereghez tartozó merénylők és néhány T’lan Imass jelenleg is harcol itt. Semmi mást nem tudni róla.
Lether és a Tiste Edur területek egy korábban ismeretlen földrészen vannak, nevét még most sem tudjuk. Egy kis része ennek a kontinensnek megtalálható az Éjsötét áradat térképén. A feltérképezett rész 700 mérföld nyugat-keleti, és 600 mérföld észak-déli irányban.

## Történelem
Malaza világ történelme több mint 300 000 évre nyúlik vissza, és még nincs teljesen egészében feltárva. Ennek ellenére egy rövidke összefoglaló következik:
Kezdetben négy Alapító Faj létezett: a K’Chain Che’Malle, a Forkruli Támadó, az Imass és a Jaghuta. A K’Chain Che’Malle egy technológiailag fejlett faj volt, gravitáció alapú mágiát és lebegő erődöket alkalmaztak. A K’Chain Che’Malle-k végül kihaltak, főleg az általuk a feltámasztott alfajjal, a Rövidfarkúakkal vívott harcban. A Forkruli Támadók réges-régen elköltöztek egy ismeretlen helyre, további sorsuk ismeretlen. Ezen esemény környékén egy idegen fajokból álló csoport, a Tiste-k két része megszállta a világot. Ez a csoport három alfajra tagolódik, a Liosanra, az Edurra és az Andii-ra. A Liosanok keveset érintkeztek eddig a világgal, elszigetelve élnek saját Üregükben. Az Andii-k nagy része kihalt az invázió idején, néhányan életben maradtak Bluerose-ban (Kékrózsa), mások pedig Fürkész Anomander vezérlete alatt maradtak meg. Az Edurok pedig lesüllyedtek egy törzsi szinten élő fajjá.
Az emberszerű Imassok és az agyaras Jaghuták sok évezreden át háborúztak, főleg a ritka Jaghuta Zsarnokok rendkívül hatalmas, és kegyetlen varázserejének köszönhetően. Annak ellenére, hogy az Imassok kiirtották a Jaghuták nagy részét 33 nagyobb mészárlás során, elég Jaghuta menekült meg mágikus úton ahhoz, hogy az Imassok rendkívüli módszerekhez folyamodjanak. Az Imassok végrehajtották a Tellann rituálét, így váltak T’lan Imass-okká. Az egész faj élőhalottá vált, hogy legyen elég idejük felkeresni, és megölni az utolsó élő Jaghutákat is. Ezalatt, az Imassok leszármazottainak egyik kisebb csoportja az emberiséggé nőtte ki magát, ahogyan az Imassok leszármazottai a Barghasztok is, mint azt a Jég Emlékezete is kifejti. Több mint 100 000 éve megszületett az emberek Első Birodalma, melynek központja Hétvároson volt. Itt ült az Első Császár az Első Trónon. Az Első Birodalom felderítette a világot, gyarmatokat hozott létre az összes főbb kontinensen (valószínűleg Assail kivételével). Egy vele egykorú birodalom, mely Kallor, a Legfőbb Király irányítása alatt állt, elfoglalta Jacuruku és Korelri kontinenseket, terrort és megfélemlítést választva uralkodása eszközéül, mígnem a saját Főmágusai egy istent hívtak le egy ismeretlen világból, hogy megöljék Kallort – és elbuktak. A Nyomorék Isten bukása szétzúzta Korelrit, úgy, hogy az évezredekig nem tudott felépülni. Ezalatt Kallor lerombolta saját birodalmát, miután kiderült, hogy maguk az istenek akarják megbüntetni. Megátkozták, megtagadták tőle a természetes halált, és az Előddé válás képességét is.
Az Első Birodalom végül összeomlott. Hét Szent Város emelkedett fel a szülőföldje hamvain, és a gyarmatok önálló királyságokká váltak. Kicsivel több mint 100 évvel ezelőtt, Malaz városában, egy kalandorokból és cselszövőkből álló csapat megdöntötte a város urát, Mohost, és katonai hatalommá kovácsolta a Malaza lakosságot. A karizmatikus Kellanved vezetésével nőtt a Malaza hatalom, átterjedt a szárazföldre, hogy végül egész Quon Tali-t és a Falari Szigeteket uralma alá hajtsa, és megszülessen a Malaza Birodalom. A Malaza seregek leigázták egész Hétvárost, mielőtt hadjáratot indítottak volna Genabackis és Korelri meghódítására. A Malaza hadsereg hatékonysága radikálisan javult, amikor Kellanved rátalált az eldugott Első Trónra Hétváros homokja alatt, mely felruházta őt a Logros T’lan Imassok irányításával. Kellanved és merénylő társa, Táncos eltűntek egy időre, egy ismeretlen küldetés során. Amikor visszatértek, ami valószínűleg Dassem Ultor, a Birodalom legnagyobb hadvezérének és bajnokának Y’Ghatan melletti elestének volt köszönhető, Komor, a Birodalom titkos szervezetének, a Karmosoknak a vezetője megölte őket. Komorból császárnő lett és felvette a 'Trónbitorló' jelentésű Laseen nevet. Az ő vezetése alatt a Malaza Birodalom tovább nőtt, ám Quon Tali nemeseinek elégedetlensége és az előre megjósolt hétvárosi lázadás problémákat okoztak. Genabackison a Malaza Második Hadtest megostromolta Palás városát, mely szövetséget kötött Fürkész Anomanderrel. Korelrin a Malaza erők Szürkesörény vezetése alatt kimerítő harcot vívnak az őshonos erőkkel.
Ezalatt, a világ másik végén, a Tiste Edur törzseket a Hiroth törzsbeli Varázsló-Király egyesítette, aki úgy tűnik, békét szeretne a terjeszkedő szomszédos Lether királysággal. Az Árnyak Háza újra feltűnt az Elődök közt, ami változást eredményez az Üregek hierarchiájában. És azt beszélik, hogy a Nyomorék Isten nem nyomorék többé.

## Mágia
Varázsolni a Malaza világban egy üreg megnyitásával lehet, vagy ritkán (habár ez a módszer feledésbe merült) belülről vett erővel lehet. Lelkek is alkalmazhatnak mágiát. A tipikus varázslatok közé sorolhatóak a nagymértékű energiarobbanások, és az utazást gyorsíthatja az üregben való közlekedés. Közönséges emberek nem férnek hozzá az üregekhez, de a mágusok hozzáférnek egyhez vagy kettőhöz (a legtöbb esetben) vagy több mint héthez (ritka kivétel). Illetve bizonyos ősi fajoknak van hozzáférése faji üregekhez, amik jelentősen erősebbnek tűnnek. Erőt lehet meríteni Kunyhók útján, habár ezt túl nyersnek, és nem túl hatékonynak tekintik, ennek ellenére potenciálisan nagyon erős. Lehetséges, hogy bizonyos üregek Kunyhókból származnak, ahogyan sok emberi üreg Ősi Üregektől. (Telas a Tellannból, Rashan a Kurald Galainból stb.)
Az üregek, néhány esetben mind erőbeli, mind fizikai birodalmak, vagy csak az egyik. A fizikai világként szolgáló üregekben uralkodók vagy fajok élnek. Illetve néhány üreg több variációban manifesztálódik az emberi birodalmon belül (pl: Meanas és Rashan, ahol mindkét üreg gyakorlatilag az Árnyak Ürege).
Az Ősi Üregek (néhányat Kunyhónak is neveznek):
- Starvald Demelain: Az Eleint, az Első Üreg (Tiam, az Első Üreg); A Sárkány Kunyhó
- Kurald Galain: A Sötétség Tiste Andii Ürege
- Kurald Emurlahn: Az Árnyak Tiste Edur Ürege, az Szétzúzott Üreg; Az Üres Kunyhó (a világ egy részén az egyik darabkája található); néhány darab bizonyos uralkodókat, néhány pedig senkit sem szolgál
- Kurald Thyrllan: A Fény Tiste Liosan Ürege
- Omtose Phellack: A Jég Jaghuta Ürege; A Jég Kunyhója
- Tellann: A Tűz Imass Ürege

Az emberek számára elérhető Üregek (Ösvények)
- Denul: A Gyógyítás Ösvénye
- D'riss: A Kő Ösvénye
- Csuklyás Ösvénye: A Halál Ösvénye
- Birodalmi Üreg: korábban Kallor birodalma, egy üregbe húzva
- Meanas: Az Árnyak és Illúziók Ösvénye
- Mockra: Az Elme Ösvénye
- Ruse: A Tenger Ösvénye
- Rashan: A Sötétség Ösvénye
- Serc: Az Ég Ösvénye
- Telas: A Tűz Ösvénye
- Tennes: A Föld Ösvénye
- Thyr: A Fény Ösvénye

A Csontvadászok további belátást enged az Üregek jellegébe. K’rul alkotta őket a saját húsába és vérébe, ennek ellenére az Üregeket különböző Eleintek (Sárkányok) is megtestesíthetik. Ezek a lények általában az Eleint Üregben (Starvald Demelain) élnek elszigetelve.

## A Sárkányok Asztala
A Sárkányok Asztala hasonlít a Tarot kártyákra, annyiban, hogy olyan kártyákat tartalmaz, amikkel jósolni lehet. A különbség abban nyilvánul meg, hogy az igazi Sárkányok Asztala igazítja magát az éppen aktuális körülményekhez a Pantheonban. Ha egy nagyhatalmú élőlény Előddé válik vagy meghal, az Asztal tükrözni fogja.
Az Asztalt Kunyhók alkották, mielőtt a Házak létrejöttek. Eredeti Kunyhó kártyák neve tartalmazza az Kunyhó kifejezést. A cím utáni bejegyzés a cím jelenlegi tulajdonosát jelöli.
Figyelembe kell venni, hogy a kártyák néha egyes embereket jelölnek, de ez nem feltétlenül jelenti azt, hogy az a szereplő a cím tulajdonosa. Például A Hold udvarában Pálinkást kapcsolatba hozzák a Felsőbb Ház Halál Kőművesével, ám ő nem vette fel ezt a szerepet. Illetve nem minden kártya aktív minden földrészen; például az Obeliszkre inaktívként hivatkoznak Hétvárosban a Tremorlor kapuja könyv eseményeinek feléig.
Ahogyan a könyvek gyarapodnak, egyre jobban megértjük a Sárkányok Asztalát, jelenleg (a Csontvadászokban leírtak szerint) Házak és Kunyhók egyszerre is létezhetnek, így a posztokat egyidejűleg mindkettőben be lehet tölteni.

## Magyarul
- A hold udvara. A malazai bukottak könyvének regéje; ford. Fehér Fatime; Alexandra, Pécs, 2003
- A jég emlékezete. A malazai bukottak könyvének regéje; ford. Fehér Fatime; Alexandra, Pécs, 2004
- Tremorlor kapuja. A malazai bukottak könyvének regéje; ford. Fehér Fatime; Alexandra, Pécs, 2004
- A láncok háza. A malazai bukottak könyvének regéje; ford. Fehér Fatime; Alexandra, Pécs, 2006
- Éjsötét áradat. A malazai bukottak könyvének regéje; Alexandra, Pécs, 2008
- Csontvadászok. A malazai bukottak könyvének regéje; ford. Tamás Gábor, versford. Kleinheincz Csilla; Alexandra, Pécs, 2009
- A kaszás vihara. A malazai bukottak könyvének regéje; ford. Tamás Gábor, versford. Kleinheincz Csilla; Alexandra, Pécs, 2010
- Harangszó a kopókért. A malazai bukottak könyvének regéje; ford. Tamás Gábor, versford. Kleinheincz Csilla; Alexandra, Pécs, 2014